# بارنس ویل (جورجیا)
بارنس ویل، جورجیا (به انگلیسی: Barnesville, Georgia) یک شهر در ایالات متحده آمریکا با جمعیت ۶٬۷۵۵ نفر است که در جورجیا واقع شده‌است.

## موقعیت جغرافیایی
موقعیت جغرافیایی شهرها و مناطق اطراف به شرح زیر است: